# Slaterocoris custeri
Slaterocoris custeri är en insektsart som beskrevs av Knight 1970. Slaterocoris custeri ingår i släktet Slaterocoris och familjen ängsskinnbaggar. Inga underarter finns listade i Catalogue of Life.